# Ederen
Ederen is een plaats in de Duitse gemeente Linnich, deelstaat Noordrijn-Westfalen, en telt 952 inwoners (2005).